# Moritz von Oswald
Moritz von Oswald (Nascut el 1962) és un productor musical i percussionista alemany, originari d'Hamburg. És cofundador del segell i duet de producció Basic Channel. Ha col·laborat amb Juan Atkins, Carl Craig, i Nils Petter Molvær. The Stranger l'ha anomenat "un dels mestres del dub techno".

## Inicis
Moritz von Oswald va néixer l'any 1962 a Hamburg, Alemanya. És un membre de la Casa de Bismarck i un rebesnet d'Otto von Bismarck. Els seus pares eren la comtessa Mari Ann von Bismarck-Schönhausen i el comerciant d'Hamburg Egbert von Oswald. Va estudiar percussió orquestral a la Hochschule für Musik und Theater Hamburg.

## Carrera
Als 1980s, Moritz von Oswald era el percussionista de Palais Schaumburg. Posteriorment, es va mudar a Berlín i va començar a crear música electrònica. Va treballar com a productor resident del segell musical berlines Tresor. A començaments dels 1990s, va llançar projectes en col·laboració amb Thomas Fehlmann, membre de Palais Schaumburg, sota el nom de 2MB i 3MB.
Va cofundar el segell musical Basic Channel amb Mark Ernestus al 1993. Les obres del duo han estat llançades sota diversos noms com Basic Channel, Rhythm & Sound o Maurizio.
També ha format el Moritz von Oswald Trio juntament amb Max Loderbauer i Vladislav Delay. El 2009, el trio va llançar Vertical Ascent. Va ser seguit per Live in New York (2010), Horizontal Structures (2011), i Fetch (2012). Subsegüentment, Vladislav Delay va ser reemplaçat per Tony Allen. El trio va llançar Sonar Línies el 2015.
Ell és també part del duo Borderland juntament amb Juan Atkins. El duo va llançar Borderland el 2013 i Transport el 2016.

## Discografia

### Àlbums d'estudi
- ReComposed (2008) amb Carl Craig
- Cosimo's Songs Volume 2 (2011) en solitari
- Borderland (2013) amb Juan Atkins
- 1/1 (2013) amb Nils Petter Molvær
- Transport (2016) amb Juan Atkins
- Moritz von Oswald & Ordo Sakhna (2017) amb Ordo Sakhna

### Àlbums amb Moritz Von Oswald trio
- Vertical Ascent (2009) amb Max Loderbauer i Vladislav Delay
- Live in New York (2010) amb Max Loderbauer i Vladislav Delay
- Horizontal Structures (2011) amb Max Loderbauer i Vladislav Delay
- Fetch (2012) amb Max Loderbauer i Vladislav Delay
- Sounding Lines (2015) amb Max Loderbauer i Tony Allen

### Àlbums amb Rhythm & Sound
- Showcase (1998) amb Paul St. Hilaire (1998)
- Rhythm & Sound (2001)
- w/ The Artists (2003)
- The Versions (2003)
- See Mi Yah (2005)
- See Mi Yah (Remixes) (2006)